# Steingrubenwand und Schlicker Zinnen
Die Steingrubenwand und die Schlicker Zinnen sind ein 2578 m hohes Felsmassiv in den Stubaier Alpen im österreichischen Bundesland Tirol. Die Schlicker Zinnen sind mehrere Felsnadeln nördlich der Steingrubenwand.

## Lage und Umgebung
Das Felsmassiv liegt in den Kalkkögeln im Stubaital, südwestlich von Innsbruck. Nachbargipfel ist im Südwesten der Steingrubenkogel (2633 m) und im Nordosten die Hochtennspitze (2549 m). Von Westen sind die Schlicker Zinnen deutlich von der südlicher gelegenen Steingrubenwand gut unterscheidbar. Von der Adolf-Pichler-Hütte ist die Steingrubenwand jedoch vorgeschoben.

## Aufstieg
Einen offiziellen Klettersteig oder Weg auf den Gipfel des Massivs gibt es nicht. Die Besteigung des Gipfels wird meist mit der Überschreitung des Felsmassivs von der Hochtennscharte nördlich der Schlicker Zinnen zur Scharte südlich der Steingrubenwand verbunden.